# Daniel Ortiz (periodista)
Daniel Ortiz (Santander, 1845-Barcelona, 1903), que usó seudónimos como el de Doys, fue un periodista y escritor español.

## Biografía

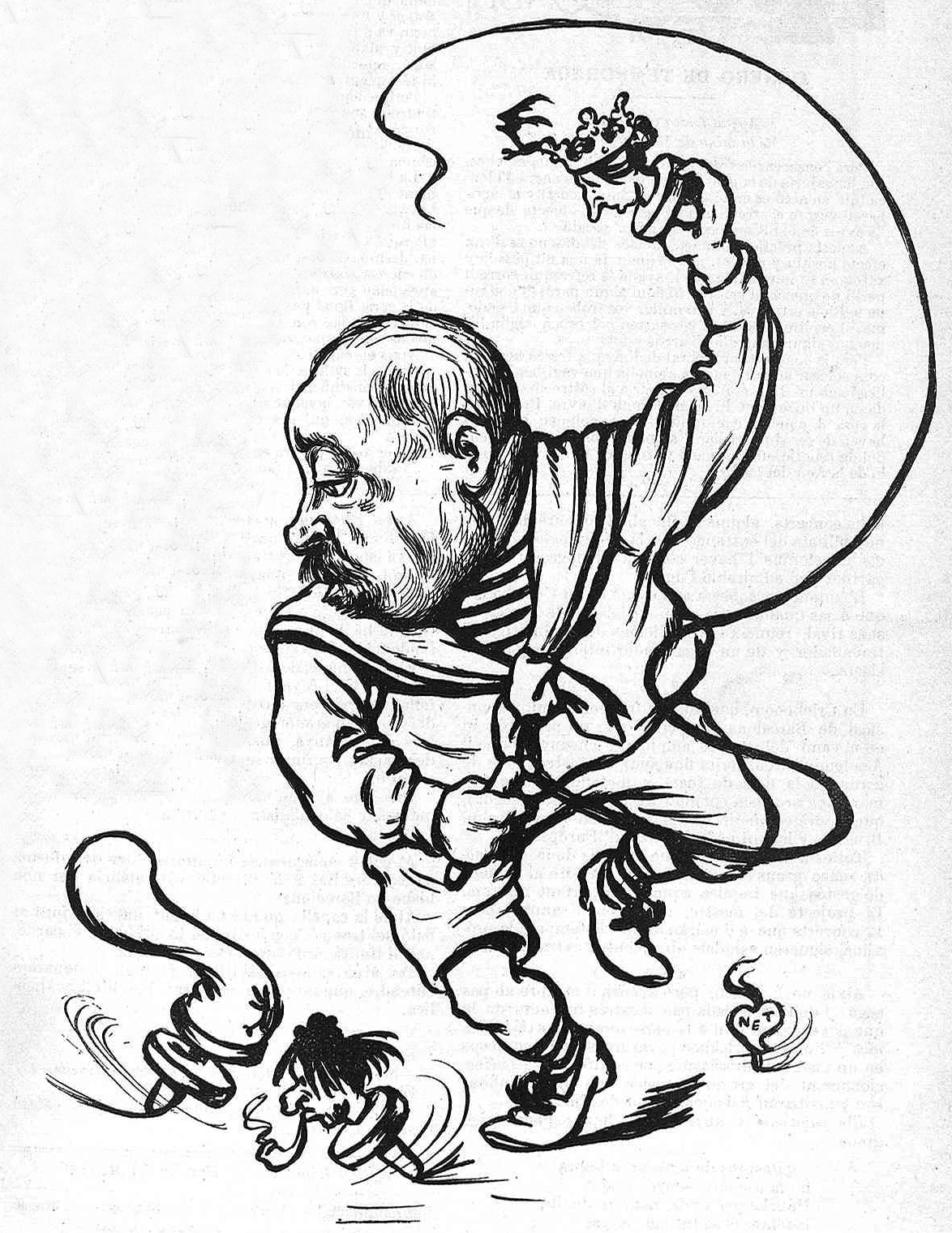
Caricaturizado por Cornet en La Esquella de la Torratxa (1901)

Nació en 1845 en Santander. Presentado por Ossorio y Bernard como un «periodista montañés», era conocido en la prensa santanderina por los seudónimos «Doys» y «S. O. Elidan».
«Acérrimo detractor de cuanto pudiera tener el más leve contacto con el modernismo», políticamente republicano y descrito como «una de las bestias negras del catalanismo de La Veu», fue redactor en Barcelona de La Publicidad (1887-1903), fundador de El Busilis (1884) y colaborador de Barcelona Cómica (1895-1896) y El Gato Negro (1898), entre otros publicaciones periódicas. Publicó unas Chirigotas y epigramas (1902), prologadas por Unamuno.
Ortiz, que cultivó también la literatura dramática, falleció el 20 de abril de 1903 en Barcelona y fue enterrado en el cementerio nuevo.